# Almas Tower
L'Almas Tower est un gratte-ciel qui est situé à Dubaï.
Les travaux ont débuté en 2005 et se sont terminés en fin d'année 2008.
Avec une hauteur de 363 mètres, l'Almas Tower est en 2008 le second plus haut gratte-ciel de Dubaï après la fameuse Burj Khalifa.
La tour est située dans le quartier des Jumeirah Lake Towers et sert notamment au commerce de diamants.